# Canton de Lencloître
Le canton de Lencloître est un ancien canton français situé dans le département de la Vienne et la région Poitou-Charentes.

## Géographie
Ce canton était organisé autour de Lencloître dans l'arrondissement de Châtellerault. Son altitude varie de 58 m (Scorbé-Clairvaux) à 171 m (Scorbé-Clairvaux).
Les communes les plus peuplées sont Lencloître, Scorbé-Clairvaux et Saint-Genest-d'Ambière. Les deux premières dépassent les deux mille habitants et la dernière les mille habitants. Elles se situent toutes les trois sur la D725, sur l'axe reliant Châtellerault à Bressuire.

## Histoire
La commune de Saint-Genest-d'Ambière devient chef-lieu du canton à la Révolution française.
Sur ordonnance royale, la commune de Lencloître est créée en 1822, par détachement du village de Lencloître de la commune de Saint-Genest-d'Ambière, et fusion de la nouvelle commune créée avec celle de Boussageau. Lencloître devient par la même occasion chef-lieu de canton  et remplace sa voisine de Saint-Genest-d'Ambière.

## Représentation

### Conseillers généraux de 1833 à 2015
| Période | Période                   | Identité                                    | Étiquette    | Qualité |
| ------- | ------------------------- | ------------------------------------------- | ------------ | --- |
| 1833    | 1833 (démission)          | Pierre Benjamin Contreau-Le Coq (1777-1862) |              | Avoué à Châtellerault Elu membre du conseil d'arrondissement de Châtellerault |
| 1833    | 1848                      | Hilaire Lerpinière (1787-1867)              |              | Médecin à Châtellerault Chirurgien major de la Marine Maire de Châtellerault (1848) Elu en 1848 dans le Canton de Châtellerault                                                                     |
| 1848    | 1867                      | Pierre Simonneau                            | Républicain  | Juge de paix à Lencloître, ancien conseiller d'arrondissement |
| 1867    | 1871                      | Charles Marchand                            |              | Propriétaire |
| 1871    | 1893 (décès)              | Vincent Simonneau                           | Républicain  | Propriétaire Maire de Lencloître (1874-1893) |
| 1893    | 1906 (démission)          | Pierre Marchand                             | Républicain  | Avocat à la Cour d'appel Maire de Lencloître (1893-1904) |
| 1906    | 1931                      | Frédéric Godet                              | Rad.         | Propriétaire, maire d'Orches, conseiller d'arrondissement Député (1902-1919) |
| 1931    | 1942 (démission d'office) | Pierre Cibert (1891-1965)                   | Rad.         | Expert agricole Maire de Doussay, conseiller d'arrondissement Déclaré "démissionnaire d'office" en 1943 par le Gouvernement de Vichy                                                                |
|         |                           |                                             |              | |
| 1943    | 1945                      | Georges Bissery (1894-1973)                 | Conc.rép.    | Vétérinaire à Lencloître Conseiller d'arrondissement Nommé conseiller départemental en 1943 |
|         |                           |                                             |              | |
| 1945    | 1964                      | Pierre Cibert                               | Rad.         | Président du Conseil Général (1957-1964) |
| 1964    | 1976                      | Jean Rouillard (1908-1977)                  | DVD          | Pharmacien à Lencloître Maire de Lencloître (1947-1965) |
| 1976    | 1980 (décès)              | René Pierre (1913-1980)                     | DVD          | Retraité de l'Armée Maire de Lencloître (1974-1980) |
| 1980    | 1994                      | Gérard Archambault (1939-1998)              | PCF          | Professeur de français et d'histoire/géographie au collège de Lencloître domicilié à Saint-Genest-d'Ambière                                                                                         |
| 1994    | 2015                      | Henri Colin                                 | DVD puis UDI | Professeur puis principal de collège et retraité de l'Education nationale, maire de Lencloître Président de la Communauté de communes du Lencloîtrais Elu en 2015 dans le Canton de Châtellerault-1 |

### Conseillers d'arrondissement (de 1833 à 1940)
Le canton de Lencloître avait deux conseillers d'arrondissement.
| Période                                  | Période          | Identité                                 | Étiquette   | Qualité |
| ---------------------------------------- | ---------------- | ---------------------------------------- | ----------- | --- |
| 1833                                     | 1839             | Charles Pierre Dubois-Rochex (1777-1853) |             | Maire d'Orches                                                                                              |
| 1833                                     | 1848             | Pierre Simonneau (1797-1875)             |             | Juge de paix à Lencloître                                                                                   |
|                                          |                  |                                          |             | |
|                                          | 1877 (décès)     | M. Dubray                                |             | |
| 1877                                     | 1884 (démission) | Jean Charles Marchand (1810-1895)        | Républicain | Notaire à Saint-Genest                                                                                      |
| av.1880                                  |                  | Julien Grimault (1815-1895)              | Républicain | Docteur en médecine à Lencloître, suppléant du juge de paix                                                 |
|                                          |                  |                                          |             | |
| 1898                                     | 1906             | Frédéric Godet                           | Rad.        | Propriétaire, maire d'Orches                                                                                |
|                                          |                  |                                          |             | |
| av.1919                                  |                  | Pierre Cibert père                       | Républicain | |
|                                          | 1920 (décès)     | Alphonse Plault                          | Républicain | Propriétaire à Doussay                                                                                      |
| 1920                                     | 1931             | René Devergne (1858-1934)                |             | Maire de Sossais                                                                                            |
|                                          |                  |                                          |             | |
| 1925                                     | 1934 (décès)     | Alphonse Lebeau (1875-1934)              |             | Propriétaire, maire d'Arçay                                                                                 |
| 8 avr. 1926                              | 1931             | Pierre Cibert fils                       | Radical     | Expert agricole, Doussay                                                                                    |
| 1931                                     | 1933 (décès)     | Pierre Chéron (1890-1933)                |             | Propriétaire du château d'Abin, adjoint au maire de Saint-Genest                                            |
| 1931                                     | 1940             | Georges Bissery (1894-1973)              | Conc.rép.   | Vétérinaire à Lencloître                                                                                    |
| 1934                                     | 1938 (décès)     | René Gibert                              | Rad.        | Maire de Scorbé-Clairvaux                                                                                   |
| 1938                                     | 1940             | Maxime Goudeau                           | Rad.        | Conseiller municipal de Scorbé-Clairvaux                                                                    |
| 1940                                     |                  |                                          |             | Les conseils d'arrondissement ont été suspendus par la loi du 12 octobre 1940 et n'ont jamais été réactivés |
| Les données manquantes sont à compléter. |                  |                                          |             | |

## Composition
Le canton de Lencloître regroupait 9 communes et comptait 8 924 habitants (recensement de 2007 populations municipales).
| Nom                    | Code Insee | Codepostal | Superficie (km2) | Population (dernière pop. légale) | Densité (hab./km2) |
| ---------------------- | ---------- | ---------- | ---------------- | --------------------------------- | ------------------ |
| Lencloître (chef-lieu) | 86128      | 86140      | 19,04            | 2 508 (2012)                      | 132                |
| Cernay                 | 86047      | 86140      | 3,29             | 452 (2012)                        | 137                |
| Doussay                | 86096      | 86140      | 27,10            | 659 (2012)                        | 24                 |
| Orches                 | 86182      | 86230      | 19,22            | 389 (2012)                        | 20                 |
| Ouzilly                | 86184      | 86380      | 10,63            | 898 (2012)                        | 84                 |
| Saint-Genest-d'Ambière | 86221      | 86140      | 32,06            | 1 258 (2012)                      | 39                 |
| Savigny-sous-Faye      | 86257      | 86140      | 15,00            | 362 (2012)                        | 24                 |
| Scorbé-Clairvaux       | 86258      | 86140      | 22,85            | 2 327 (2012)                      | 102                |
| Sossais                | 86265      | 86230      | 12,04            | 475 (2012)                        | 39                 |

## Démographie
| 1962  | 1968  | 1975  | 1982  | 1990  | 1999  | 2006  | 2011  | 2012  |
| ----- | ----- | ----- | ----- | ----- | ----- | ----- | ----- | ----- |
| 7 353 | 7 036 | 7 031 | 7 691 | 8 072 | 8 209 | 8 783 | 9 254 | 9 328 |

### Sources
1. ↑  « Lencloître : La commune entre dans son bicentenaire », 28/11/2021 à 06:25.
2. ↑  « Lencloître notice communale LDH/EHESS/Cassini ».
3. ↑  « Chatelleraut : La commune entre dans son bicentenaire ».
4. ↑  « Journal officiel de la République française. Lois et décrets », sur Gallica, 7 juillet 1893 (consulté le 17 novembre 2023).
5. ↑  « Journal officiel de la République française 7 juillet 1893 »
6. ↑  « Journal officiel de la République française. Lois et décrets », sur Gallica, 14 juin 1906 (consulté le 17 novembre 2023).
7. ↑  « Journal officiel de la République française. Lois et décrets », sur Gallica, 13 juillet 1906 (consulté le 17 novembre 2023).
8. ↑  « Journal officiel de la République française. Lois et décrets », sur Gallica, 2 décembre 1943 (consulté le 17 novembre 2023).
9. ↑  « Journal officiel de la République française. Lois et décrets », sur Gallica, 17 avril 1943 (consulté le 17 novembre 2023).
10. ↑  Structure de la population du canton de 1968 à l'année de la dernière population légale connue
11. ↑  Fiches Insee - Populations légales du canton pour les années 2006, 2011, 2012